# Henri Ramière
Henri Ramière (10 de juliol de 1821, Castres, França - † 3 de gener de 1884, Tolosa, França) fou un jesuïta, teòleg, escriptor espiritual i assagista francès, gran apòstol de la devoció del Sagrat Cor de Jesús.
Entrà a la Companyia de Jesús el 15 de juliol del 1839. Va exercir de professor de teologia i filosofia a l'Studienanstalt der Jesuiten, a Vals-près-Le-Puy, on va gestar les seves idees sobre l'apostolat de l'oració sobre el Sagrat Cor de Jesús. El 1861 el pare Ramière començà a editar a França Le Messager du Cœur de Jésus - Bulletin mensuel de L'Apostolat de la Prière com a òrgan principal de l'apostolat i aviat fou imitat a altres països, de tal manera que avui dia s'edita en 81 països i en 49 llengües.
Al Concili Vaticà I, ell era conseller teològic del bisbe de Beauvais. L'abril del 1875 Ramière envià una demanda al Papa Pius IX perquè en endavant es consagrés Roma i el món al Sagrat Cor de Jesús, demanda que tot i ser signada per 525 bisbes, fou infructuosa.

## Obres
- L'Apostolat de la prière (1861)
- Les espérances de l'Église
- La Question Sociale et le Sacré Cœur
- Le regne social et la divinisation du chrétien
- Le Royaume de Jésus Christ dans l'Histoire (1862-1863)